# شفایی اصفهانی
شرف الدین حسن اصفهانی، متخلص به شفایی، از شاعران و پزشکان مشهور اصفهان در سده‌های دهم و یازدهم هجری قمری بوده‌است. شفایی اصفهانی به شوخ شفابخش نیز معروف بوده‌است.

## زندگی
او در سی و ششمین سال پادشاهی شاه طهماسب در سال ۹۹۶ قمری در اصفهان به دنیا آمد. روزگاری که دولت نوپای صفوی هنوز چندان قوام نیافته بود و شاه طهماسب، برای پاسداری از مرزهای ایران پیوسته به سمت غرب و شمال شرقی ایران در سفرهای جنگی بود تا از یک سو ترکان عثمانی را از آذربایجان و از سوی دیگر ازبکان را از خراسان فراری دهد.
دانشمندان هم دوره اش نیز شاعری را دون مقامات معنوی او می‌دانستند. صائب تبریزی، در بیتی او را نبض‌شناس سخن نامیده‌است.
شفایی اصفهانی، گذشته از مهارتی که در بیان معانی عرفانی داشت، در طنز و شوخ‌طبعی و هجو و بدیهه پردازی نیز از نام آوران شعر فارسی بوده‌است. شاه عباس صفوی نیز به شاعران طنزگو و نکته پرداز توجه خاصی داشت و شفایی گذشته از آن که پزشک مخصوص شاه بود، به شیرینی سخن هم در نزد وی مشهور بود. از این روی پیوسته محترم می‌زیست. با این همه آگاهی و دانش شفایی شناخته‌ترین شاعر هجوپرداز ایران در روزگار صفویان است.
از شاعران گذشته تأثیر کسانی چون انوری، خاقانی، جمال الدین اصفهانی، حافظ و سعدی آشکارا در شعر شفایی پیداست و بیشتر غزل‌های بابافغانی را استقبال کرده‌است. در شعر شفایی، پس از دانش پزشکی اصطلاحات فلسفی به وفور یافت می‌شود.

## آثار

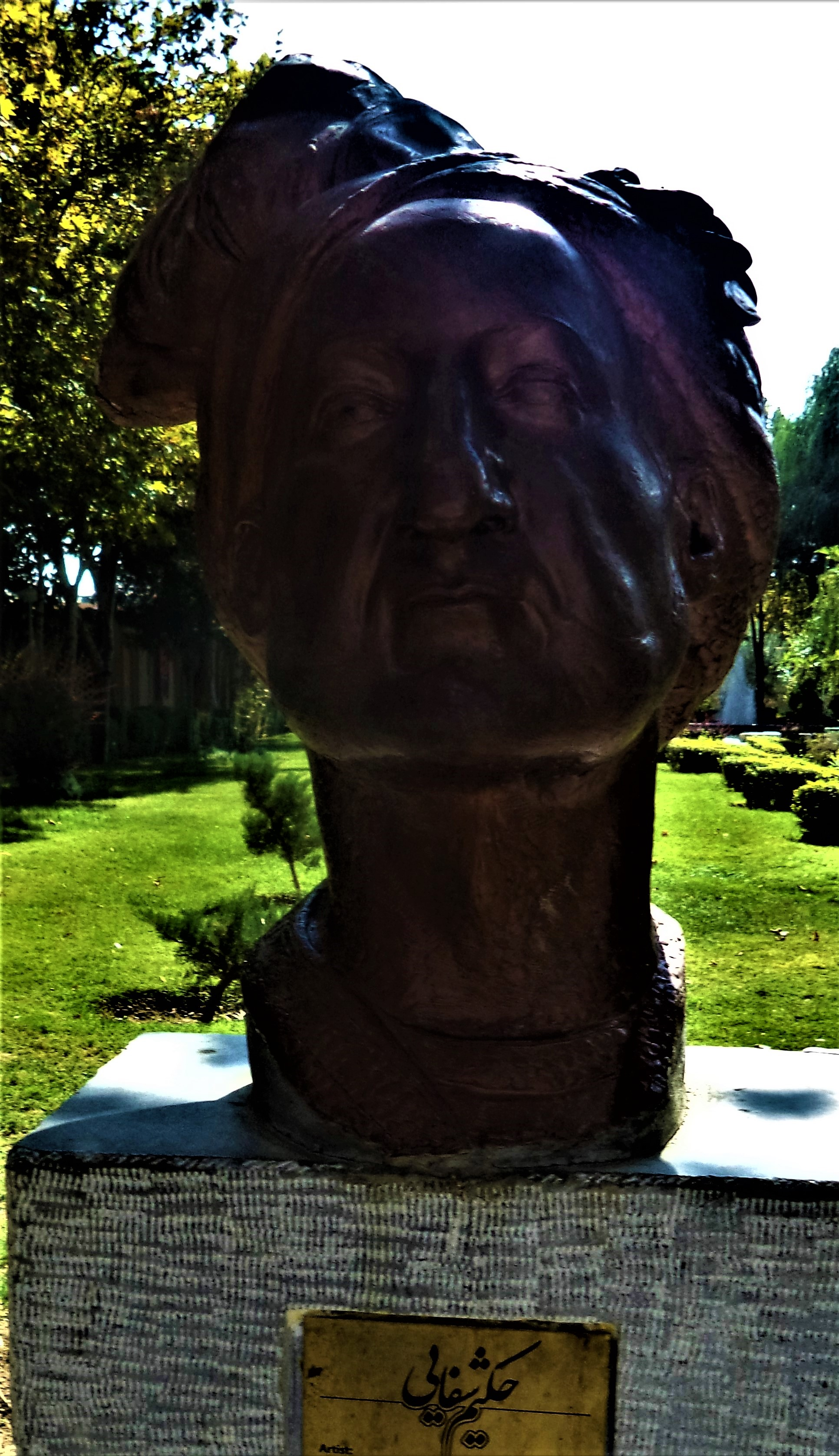
سردیس حکیم شفایی، اصفهان

از تألیفات او بیست باب در طب، مثنوی دیدهٔ بیدار، مثنوی مهر و محبت و نمکدان را می‌توان نام برد. او در انواع نظم، در قصیده و غزل و مثنوی، طبع‌آزمایی کرده‌است. کلیات آثار وی در حدود ۱۵٬۰۰۰ بیت است
دلیل اصلی شهرت: خاندان شفایی، همه پزشک بودند و او نیز از دانش آنان بهره برده بود. شفایی، حکمت نظری آموخت و گذشته از این، مردی با همت بلند و پرتلاش بود که صفویان، به پاس خلقیات و دانشش، او را احترام می‌کردند، چنان‌که باری شاه عباس، به احترام او، از اسب پیاده شده‌است.

## نمونه اشعار
| ای سرو روان تشنگی از جوی که داری؟ |  | افتادگی از قامت دلجوی که داری؟   |
| آن سر که نزد تکیه بر آغوش ملایک   |  | بالین طلب از خاک سر کوی که داری؟ |
| سر تا به قدم چشمی و بر خود نگرانی |  | در دیده دل نقش گل روی که داری؟   |

| مستم از ته شیشه غم ، باده گلفام چیست   |  | همچو دل پیمانه ای در دست دارم ، جام چیست |
| نامسلمانی که در پا ریزمش ایمان ، کجاست |  | تا به دینداران نمایم حاصل اسلام چیست     |

| به حشرم وعده‌ی دیدار اگر دادی نمی‌رنجم |  | وصال چون تویی را صبر این مقدار می‌باید |

## وفات
شفایی در تاريخ ۱۰۳۷ هجري درگذشت. آرامگاه وی در گورستان شاه میر حمزه اصفهان قرار داشت که امروزه   هنرستان فنی سروش روی آن بنا شده است.